# Flaga czerwono-czarna
Flaga czerwono-czarna – ukraińska flaga nacjonalistyczna, symbolizująca walkę o ukraińską niepodległość, używana pierwotnie przez Organizację Ukraińskich Nacjonalistów-Banderowców. Stanowi prostokątny płat tkaniny o proporcji 2,5:6, podzielony na dwa poziome, równoległe pasy tej samej szerokości, z których górny jest koloru czerwonego, a dolny koloru czarnego. Kolor czarny symbolizować ma ziemię ukraińską, a czerwony – krew przelaną za Ukrainę. W Polsce flaga ta jest negatywnie odbierana przez skojarzenie jej z rzezią wołyńską.

## Historia

### Geneza barw

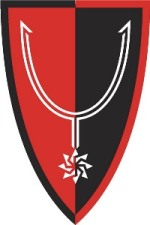
Logo „Zakonu Rycerzy Żelaznej Ostrogi”

Historia użycia kolorystyki czerwono-czarnej na Ukrainie zaczyna się od dekoracyjnego wykorzystywania tych dwóch kolorów na ubraniach, pisankach oraz w ludowych piosenkach.
Jako element symboliki wojskowej czerwień i czerń miała być wykorzystywana już przez Kozaków, o czym świadczyć ma obraz Ilja Riepina Kozacy piszą list do sułtana z 1891 roku, tworzony w oparciu o wiedzę Dmitrija Jawornickiego – ówczesnego historyka specjalizującego się w dziejach Kozaków zaporoskich. Na dziele tym kopie stojące nad głowami Kozaków wyglądają na przyozdobione w żółto-niebieskie i czerwono-czarne proporczyki.
Kolory czerwony i czarny stanowiły również element symboliki Strzelców Siczowych podczas I wojny światowej, co objawiało się wykorzystaniem tychże barw w pieśniach i na ubraniach, zaraz obok żółtego i niebieskiego koloru.

Barwy Towarzystwa Sportowego „Ukraina”

W okresie międzywojennym, w latach 20. XX wieku, kolorystyka czerwono-czarna stała się popularna wśród zgrupowań ukraińskich płastunów, takich jak Zakon Rycerzy Żelaznej Ostrogi czy Leśne Diabły (jednym z płastunów był młody Stepan Bandera). Ci drudzy nawet w swojej pieśni Hej-hu, hej-ha, napisanej ok. 1929 roku przez Tarasa Kruszelnickiego, wspominają, że „Czerwono-czarna flaga to nasz sztandar” (później ten utwór został zaadaptowany przez UPA po drobnych modyfikacjach tekstu). Popularność tych kolorów wynikała w znacznej mierze z faktu, że polskie władze w Galicji nie tolerowały używania flagi niebiesko-żółtej.
Poza skautami czerwono-czarne kolory wykorzystywane również były przez ukraińskich sportowców. Zgodnie ze statutem Towarzystwa Sportowego „Ukraina” oficjalne barwy organizacji są czerwono-czarno-czerwone w proporcji 1:3:1 i w takiej formie wykorzystywane one były na niemalże wszystkich strojach towarzystwa, flagach, nagłówkach listów, w publikacjach i tym podobnych przedmiotach. W strojach czerwono-czarnych grali również zawodnicy klubu piłkarskiego Ukraina Lwów (od 1925 roku).

### Okres drugowojenny

Flaga OUN, a później OUN-M

W trakcie II wojny światowej frakcja rewolucyjna OUN, która powstała w 1940 roku po rozłamie w Organizacji Ukraińskich Nacjonalistów, dążyła do utworzenia własnej symboliki, aby odróżnić się od OUN Andrija Melnyka, która wykorzystywała OUN-owską błękitną flagę ze złotym tryzubem i mieczem pośrodku. Z tego powodu OUN-B przyjęła swoje oficjalne symbole jako czerwono-czarne, a na drugim Wielkim Zebraniu OUN-B w kwietniu 1941 roku postanowiła, że zaprzestanie korzystania z tryzuba z mieczem, a zamiast tego używać będzie wyłącznie „ogólnonarodowego Tryzuba Włodzimierza Wielkiego w formie wprowadzonej przez Radę Centralną” oraz „swojej odrębnej flagi organizacyjnej w kolorach czerwonym i czarnym”, przy czym przyjęte znaczenie kolorów nawiązywać miało do nazistowskiej idei Blut und Boden (chociaż interpretowanie czerwono-czarnej symboliki jako ziemi ukraińskiej i krwi o nią walczących miało występować już wcześniej, o czym wspominał Petro Dużyj powołujący się na Zenona Kossaka, tłumaczącego znaczenie tych kolorów na podstawie słów dzieła Wasyla Stefanyka pt. „Synowie”). Układ flagi i obowiązujące proporcje miały zostać uchwalone przez osobną komisję, jednak w początkowym okresie walk na froncie wschodnim komisja ta nie zebrała się. Dodatkowo, mimo istnienia powyższych postanowień, wśród członków UPA ozdoby niebiesko-żółte nadal cieszyły się dużą popularnością.

### Współcześnie

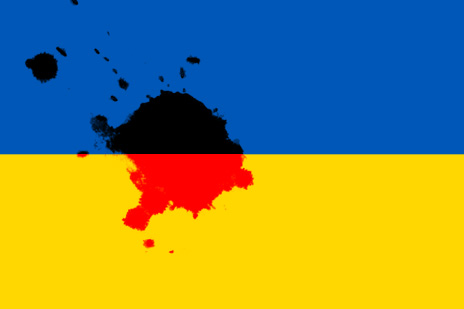
Jedną ze współczesnych interpretacji flagi jest postrzeganie jej jako flagi Ukrainy, która została zalana krwią w wyniku wojny rosyjsko-ukraińskiej.

Obecnie, w obliczu inwazji Rosji na Ukrainę, Ukraińcy przypisują fladze czerwono-czarnej nowe znaczenie, zaznaczając, że dla nich jest ona przede wszystkim symbolem ich determinacji w walce o niepodległość, że jest flagą bojową, zakładaną przez tych, którzy za obronę kraju są gotowi poświęcić swoje życie.
Jako że ostateczna forma tej flagi została przyjęta i była wykorzystywana przez OUN-B/UPA, w Polsce jest ona jednoznacznie kojarzona z rzezią wołyńską, przez co jej odbiór w polskim społeczeństwie jest skrajnie negatywny. Wywieszanie flagi czerwono-czarnej może przynieść dla wywieszającego konsekwencje w postaci interwencji policyjnej.

## Wykorzystanie
- Flaga w barwach czerwono-czarnych, w towarzystwie niebiesko-żółtej, miała w ukrytej formie pojawić się już na obrazie Ilja Riepina Kozacy piszą list do sułtana, za sprawą Dmitrija Jawornickiego(inne języki), który był konsultantem historycznym Riepina i ówczesnym specjalistą w dziedzinie historii Kozaków zaporoskich, ich broni, przyborów codziennego użytku oraz flag[3].
- Flaga była wykorzystywana przez członków OUN-B i Ukraińskiej Powstańczej Armii w czasie swojej działalności od 1942 roku do połowy lat 50.
- Flagę wykorzystują obecnie nacjonalistyczne partie i organizacje, m.in. Kongres Ukraińskich Nacjonalistów і Prawy Sektor. Czerwono-czarne barwy wykorzystano również na fladze UNA-UNSO.
- Barwy te występują też w herbach oraz flagach niektórych miejscowości i jednostek administracyjnych na zachodniej Ukrainie, m.in. flagach Kołomyi, obwodu iwanofrankiwskiego oraz herbach Czerwonogrodu, rejonu kozowskiego, rejonu tarnopolskiego.
- Czerwono-czarne pojawiły się również na Euromajdanie.

## Pomniejsze informacje
- Identyczną flagą posługują się polscy saperzy[20].

## Galeria

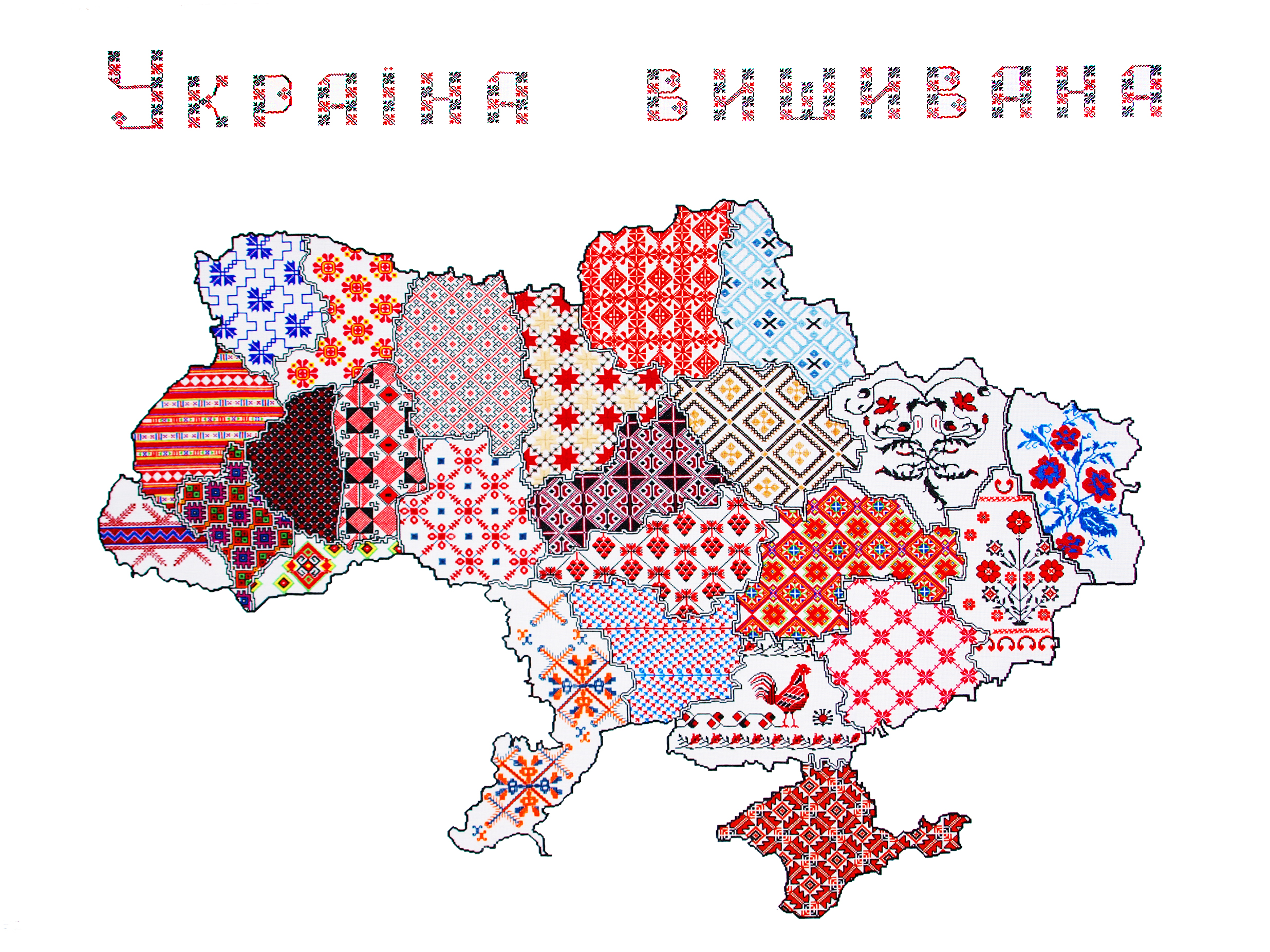
Ukraińska mapa haftów. Dostrzec można częste wykorzystanie czerwonych i czarnych kolorów
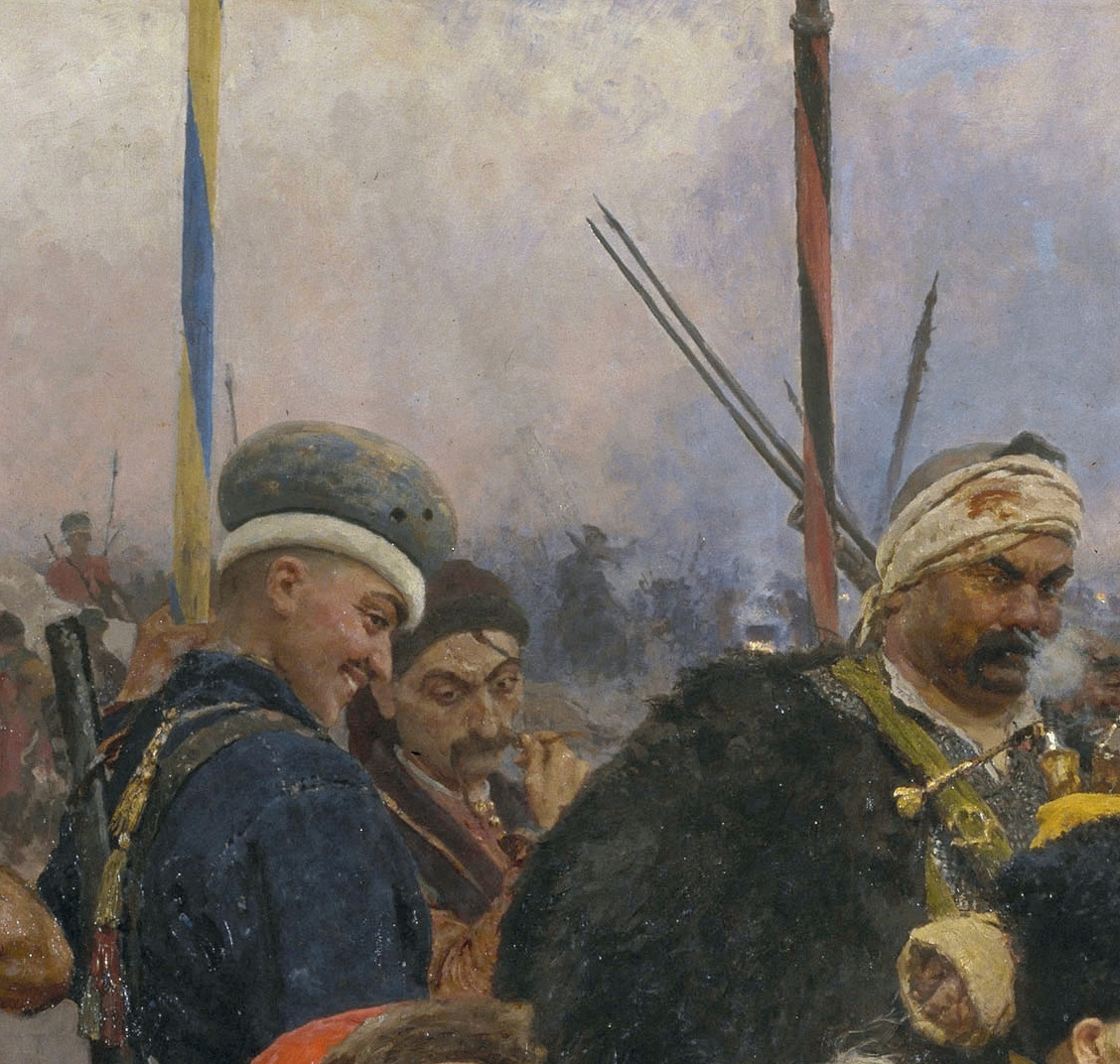
Fragment obrazu Kozacy piszą list do sułtana, na którym widać kopie przyozdobione w kolory niebiesko-żółte i czerwono-czarne
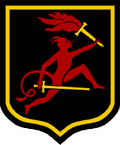
Logo „Leśnych Diabłów”
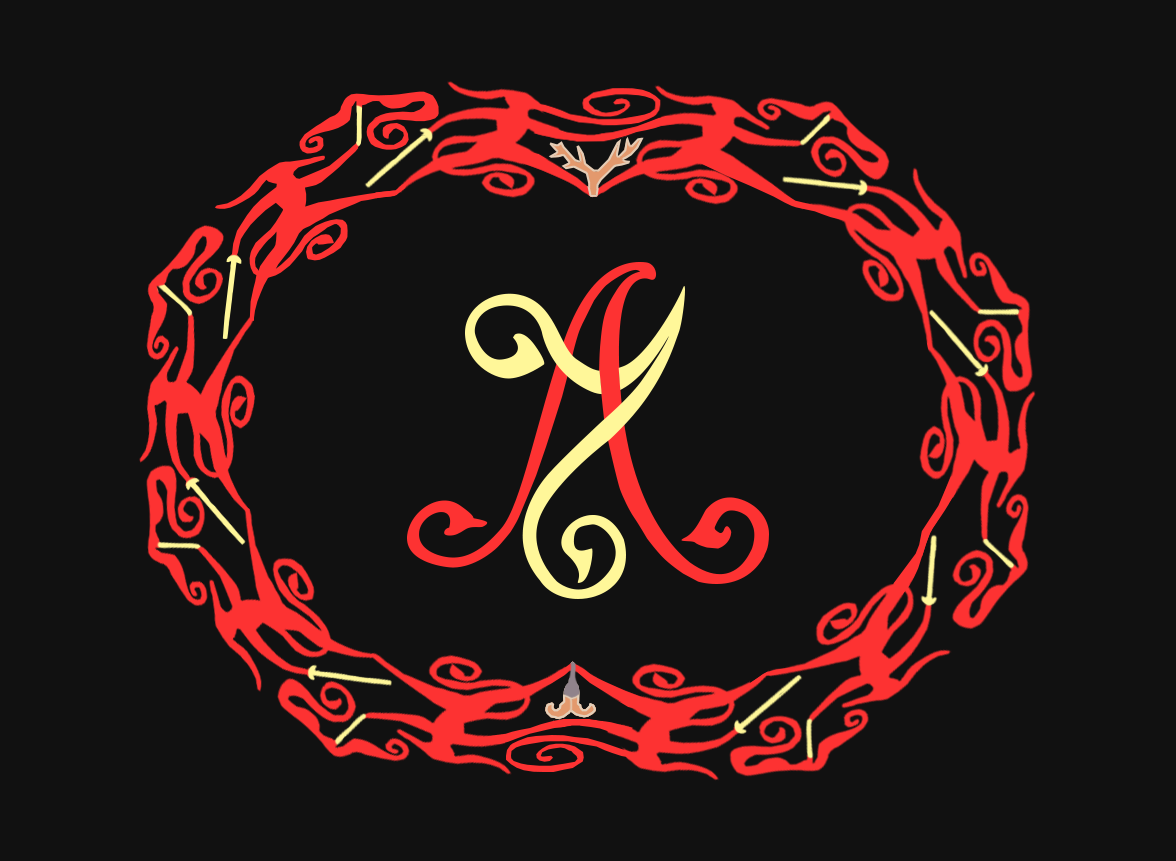
Awers przedwojennej flagi „Leśnych Diabłów”
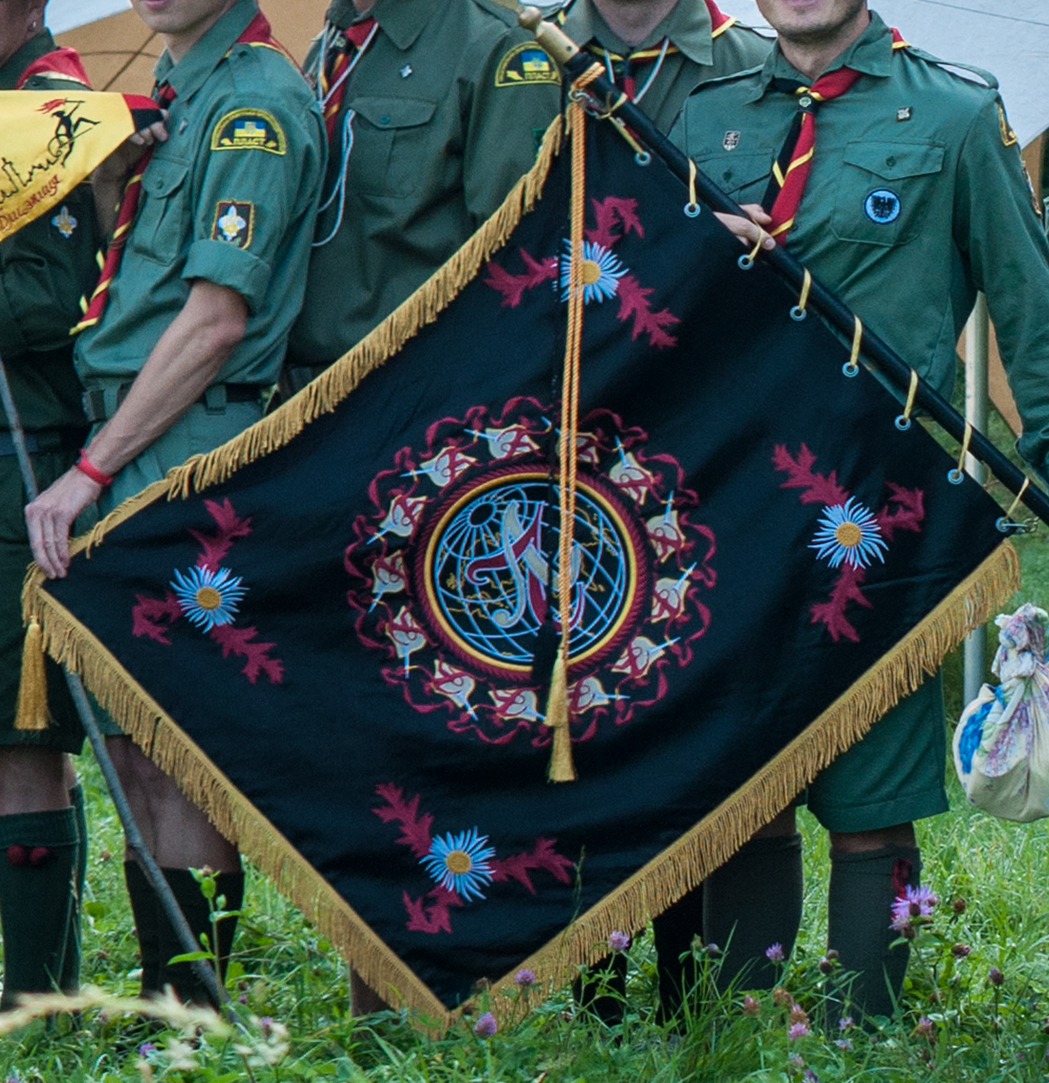
Współczesna flaga „Leśnych Diabłów”, będąca rozwinięciem wersji przedwojennej
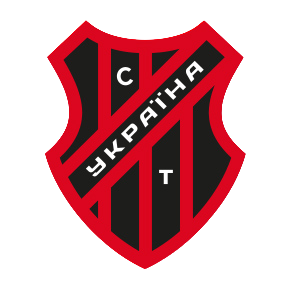
Herb Sportowego Towarzystwa Ukraina Lwów
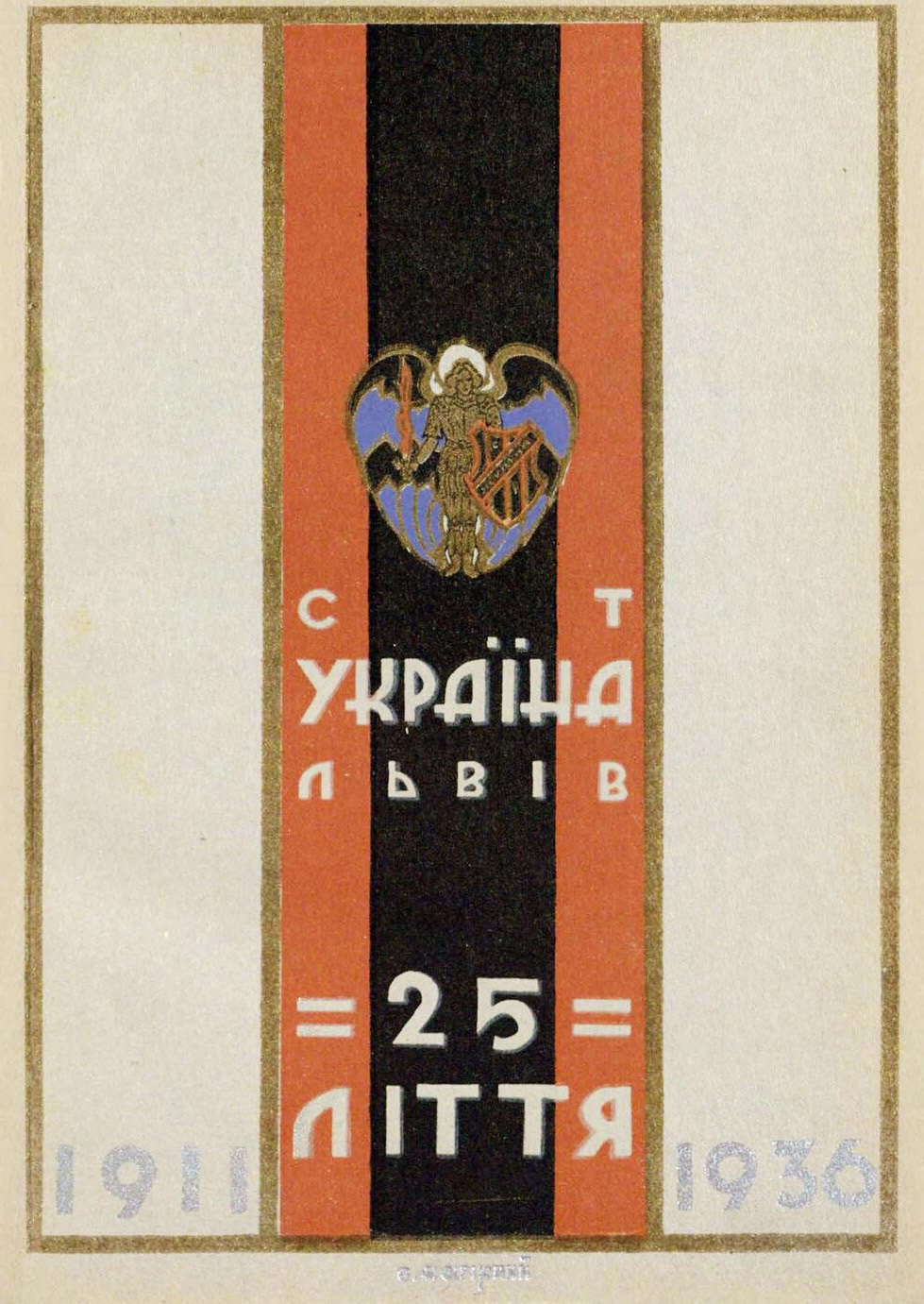
Barwy Towarzystwa Sportowego „Ukraina” widoczne na okładce książki dokumentującej 25 lat istnienia stowarzyszenia
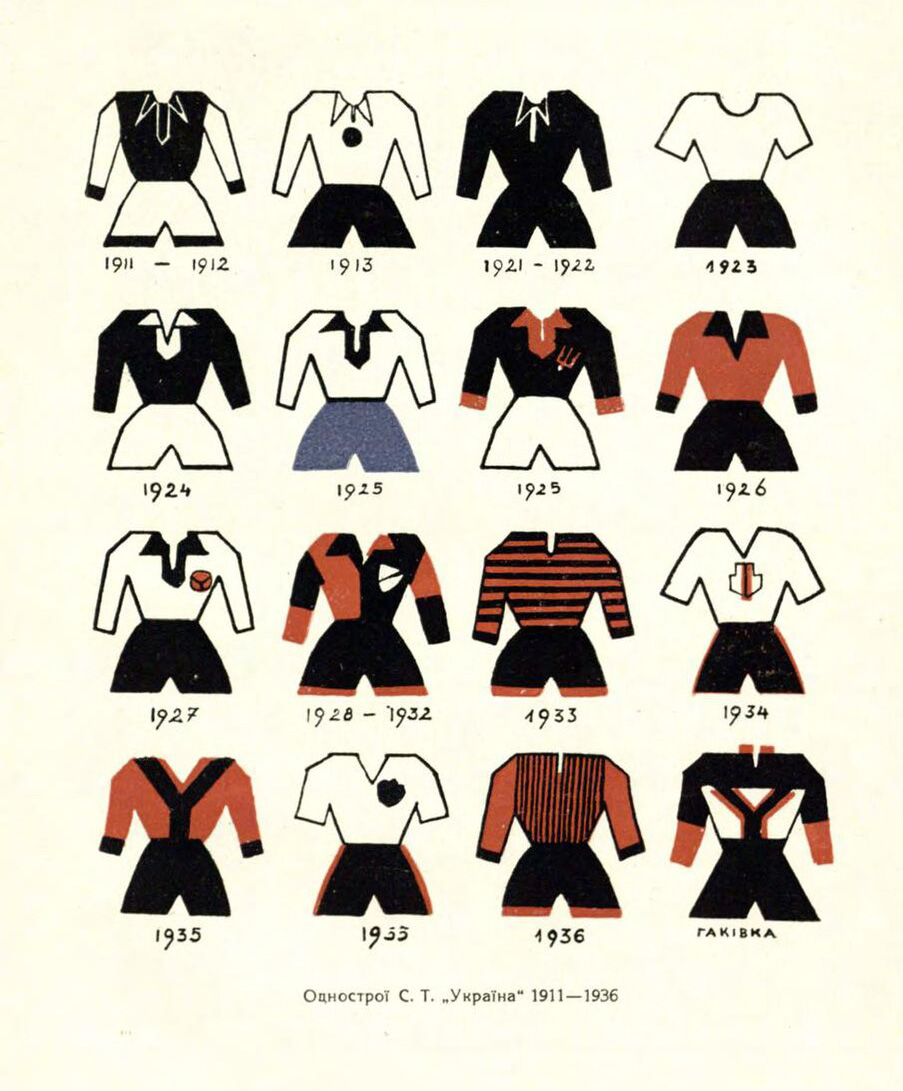
Stroje zawodników Towarzystwa Sportowego „Ukraina” na przestrzeni lat. Widać wprowadzenie kolorystyki czerwono-czarnej od 1925 roku
Symbol OUN-B
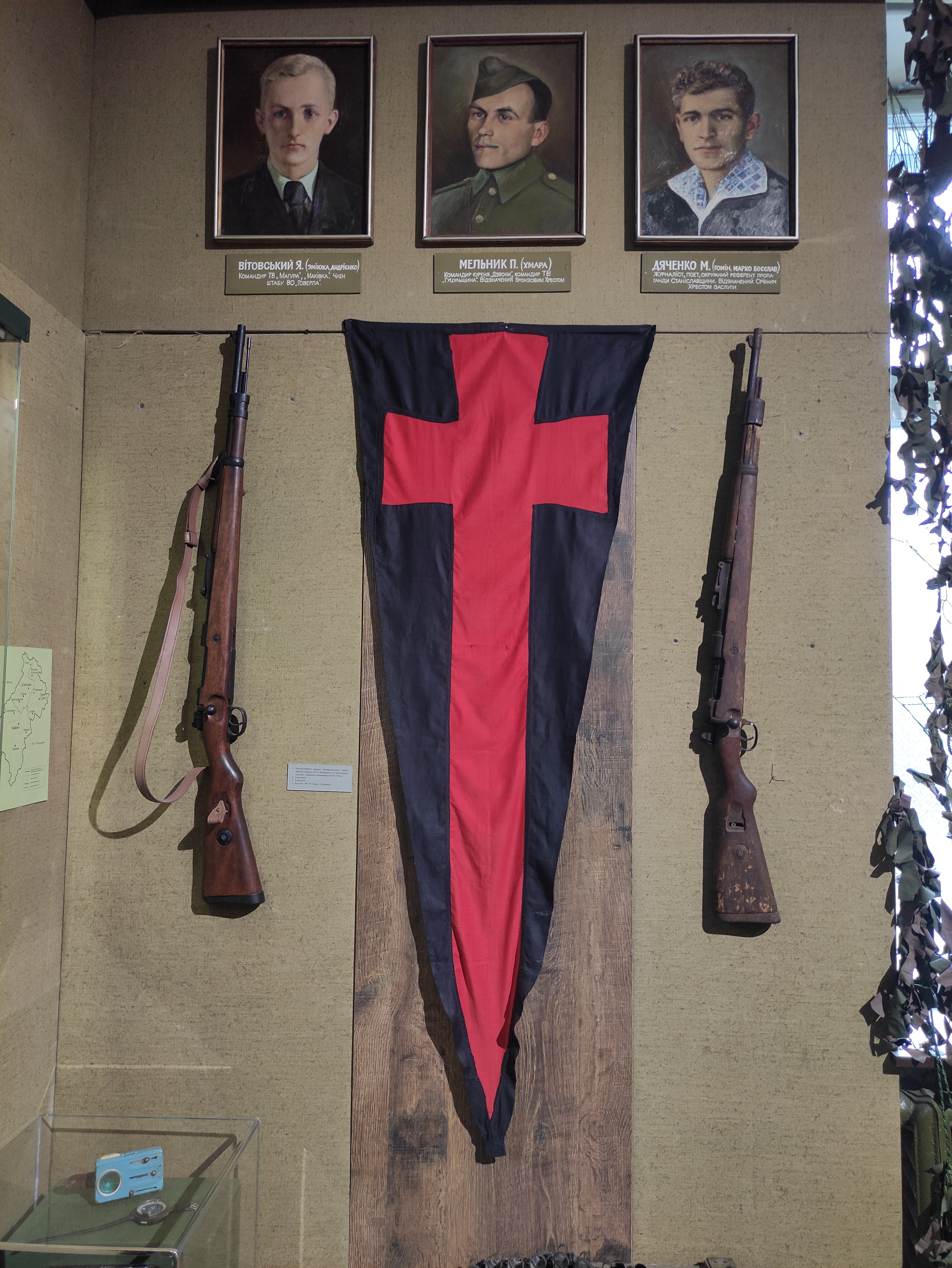
Jedna z wersji czerwono-czarnej flagi OUN-B, gdzie czerwień ułożona jest w kształcie krzyża, a sama flaga ma kształt trójkątny
Flaga UNA-UNSO
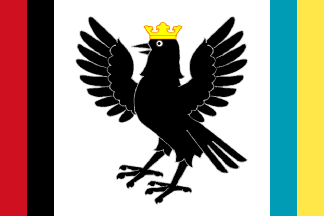
Flaga obwodu iwanofrankiwskiego
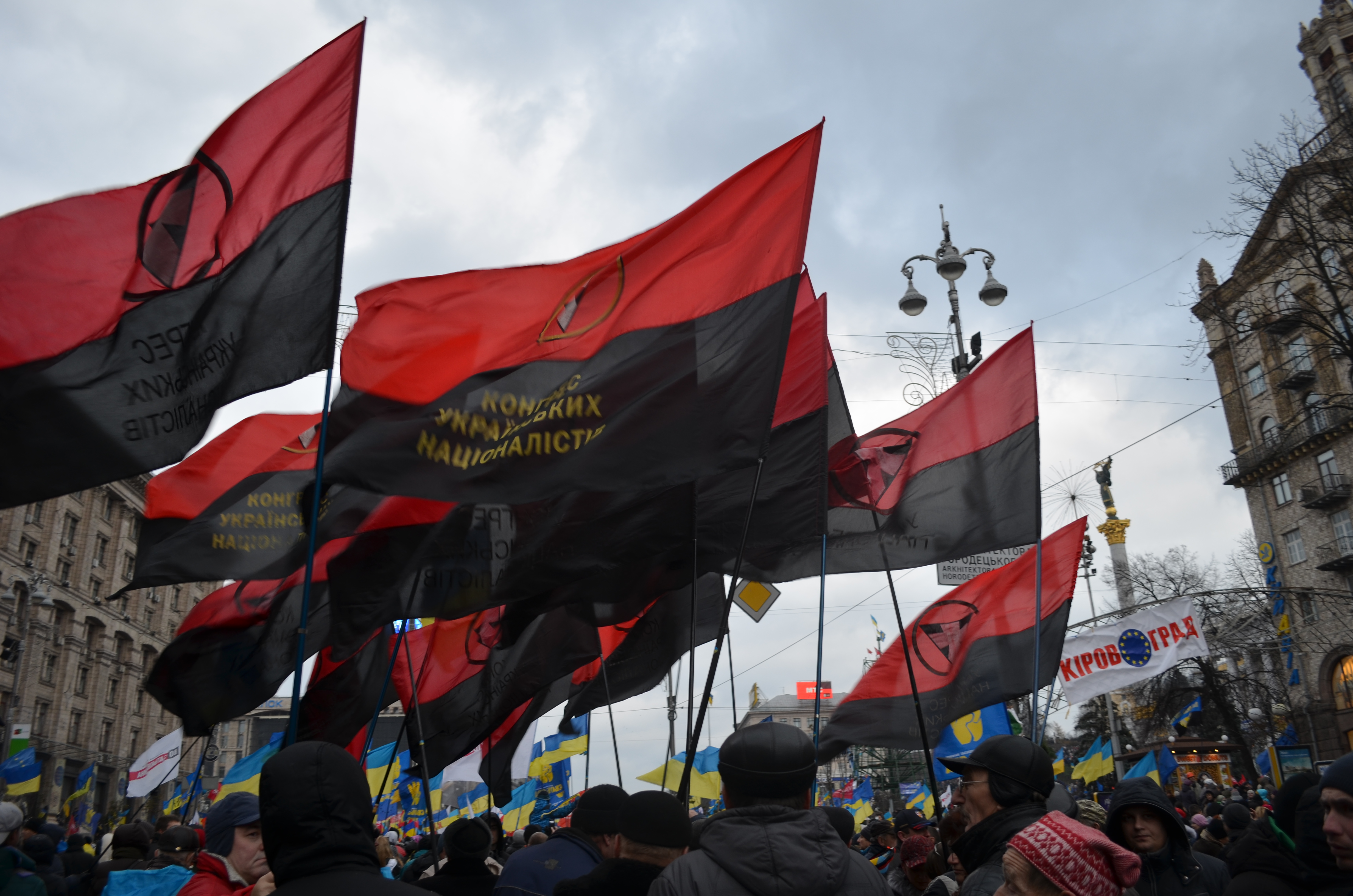
Czerwono-czarne flagi na Euromajdanie
Flaga Prawego Sektora